# Eduard Winklhofer
Eduard Winklhofer (* 1961 in Voitsberg in der Steiermark) ist ein österreichischer Maler und Installationskünstler.

## Leben und Werk
Winklhofer studierte ab 1980 in Perugia  an der Accademia d. B. Arti Pietro Vanucci und machte seinen Abschluss in Malerei bei Nuvolo. Winklhofer hatte engen Kontakt zu den Hauptvertretern der Arte povera und war von 1994 bis 1999 Assistent bei Jannis Kounellis an der Kunstakademie in Düsseldorf. Sein Werk zeigte er in Ausstellungen und Bühnenproduktionen, u. a. in Düsseldorf, Moskau, Berlin, München, Graz, Mailand, Rom und Jinan, Shandong (China). Er lebt in Deutschland und Italien.

## Auszeichnungen
Er erhielt Stipendien und Preise u. a. 2005 den „Premio David di Michelangelo“.

## Ausstellungen
- 1985: Rosztovni salon Maribor, Slowenien[2]
- 1990: APT ART, Rom
- 1991: Contemporary Art Center, Moskau
- 1994: Galleria Simona Bordone, Mailand
- 1995: Lichtweg, Köln
- 1998: Horten, Düsseldorf
- 2000: Helden, Holland
- 2001: Parkhaus Im Malkasten, Düsseldorf
- 2002: Duestanze, Stiftung Theater und Kunst Berlin
- 2004: La Nuova Pesa, Rom
- 2005: Castello di Lerici, La Spezia, Italien; Ostia antica, Italien
- 2006: ame, CAMEC La Spezia, Italien; Peripher, Gloria Halle Düsseldorf, mit Jost Wischnewski
- 2007: Der Goldene Schnitt, Gloria Halle Düsseldorf; Rise, Galerie im Atelierhaus Frankfurt
- 2007: Szenische Installation Ilias, Odyssee und Rückkehr des Odysseus, Museum für zeitgenössische Kunst Vaduz, Liechtenstein, Fondation Onassis.
- 2008: Parkhaus, Kunsthalle Düsseldorf
- 2008: Antikensammlung München, Pergamonmuseum Berlin; Achill in Modern War, Forum Freies Theater Düsseldorf
- 2008: Brechts Lab, Forum Freies Theater Düsseldorf und BAT Berlin
- 2009: Von Helden und Tränen – Die Rache des Achill, Georg Rootering (Regie), Dr. Frank Raddatz (Dramaturgie), Eduard Winklhofer (Installationen), Kunsthistorisches Museum Wien[3]
- 2010: Galleria del Prete, Rom; Forum di Cultura Austriaco Milano
- 2011: Vontobel per l’arte, Mailand
- 2012: ECHO, Forum Austriaco di Cultura Roma/Österreichisches Kulturforum Rom
- 2013: nichtvonmenschenhand, KULTUM, Graz
- 2014: Gegenüberstellungen, Regensburg, St. Klara
- 2015: Ich bin da. Künstlerische Perspektiven zum Thema Flucht, Regensburg, St. Klara[4]
- 2016: Reliqte, Reloaded, KULTUM, Graz
- 2017: Kunsthaus Köflach; Kunst- und Gewerbeverein Regensburg e. V., Regensburg[5]